# جون مورغان (كاتب)
جون مورغان (بالإنجليزية: John Morgan)‏ هو مقدم تلفزيوني وكاتب سيناريو بريطاني، ولد في 21 سبتمبر 1930 في أبردير ‏ في المملكة المتحدة، وتوفي في 15 نوفمبر 2004 في تورونتو في كندا بسبب نوبة قلبية.

## وصلات خارجية
- جون مورغان على موقع IMDb (الإنجليزية)
- جون مورغان على موقع ديسكوغز (الإنجليزية)
- جون مورغان على موقع كينوبويسك (الروسية)